# Wilmot (Ohio)
Wilmot és una població dels Estats Units a l'estat d'Ohio. Segons el cens del 2000 tenia 335 habitants.

## Demografia
Segons el cens del 2000, Wilmot tenia 335 habitants, 124 habitatges, i 89 famílies. La densitat de població era de 808,4 habitants per km².
Dels 124 habitatges en un 37,1% hi vivien nens de menys de 18 anys, en un 61,3% hi vivien parelles casades, en un 5,6% dones solteres, i en un 28,2% no eren unitats familiars. En el 21,8% dels habitatges hi vivien persones soles el 8,9% de les quals corresponia a persones de 65 anys o més que vivien soles. El nombre mitjà de persones vivint en cada habitatge era de 2,7 i el nombre mitjà de persones que vivien en cada família era de 3,17.
Per edats la població es repartia de la següent manera: un 29,6% tenia menys de 18 anys, un 9,3% entre 18 i 24, un 34,3% entre 25 i 44, un 18,2% de 45 a 60 i un 8,7% 65 anys o més.
L'edat mediana era de 32 anys. Per cada 100 dones de 18 o més anys hi havia 93,4 homes.
La renda mediana per habitatge era de 38.750 $ i la renda mediana per família de 39.063 $. Els homes tenien una renda mediana de 31.042 $ mentre que les dones 26.406 $. La renda per capita de la població era de 14.141 $. Aproximadament el 3,5% de les famílies i el 6,6% de la població estaven per davall del llindar de pobresa.

## Poblacions més properes
El següent diagrama mostra les poblacions més properes.